# 比爾·馬澤羅斯基
威廉·史丹利·馬澤羅斯基（英語：William Stanley Mazeroski，1936年9月5日—），綽號「馬茲」，為美國職棒大聯盟的二壘手。大聯盟生涯17個賽季都效力於匹茲堡海盜，並在2001年入選名人堂。
馬澤羅斯基球員時期以防守見長，他生涯有7個球季入選過明星賽，並拿過8次金手套獎。而他最著名的事蹟就是在1960年世界大賽第7戰，於9局下擊出再見全壘打，幫助海盜擊敗奪冠豪門洋基。這也是世界大賽史上目前唯一一支於第7場出現的再見全壘打。

## 職業生涯
1956年7月7日，馬澤羅斯基登上大聯盟。1958年，馬澤羅斯基拿下生涯第一座金手套獎。棒球數據學者Bill James認為他的防守數據是大聯盟任何一個守備位置最佳的數據。1958年也是他的生涯年，他的打擊率為2成75，19轟68分打點。隔一年，他將單季打點推高至82分。在1957年至1968年，他的打點數量都遠超過與他同時期的內野手產值。不過由於海盜主場富比士球場是一座不利於打者的球場，因此馬澤羅斯基的生涯全壘打數僅138支。而他在主場僅敲出45發全壘打。
1960年世界大賽第7場，洋基在7比9落後時於9局上追平。不過馬澤羅斯基在9局下面對洋基投手Ralph Terry擊出再見陽春砲，幫助海盜以10比9氣走洋基。這顆全壘打球後來被一名14歲的小男孩撿到，而且也給馬澤羅斯基簽了名，不過後來這顆球在一次的小比賽中遺失。
儘管他的生涯不以打擊能力出色見長，不過馬澤羅斯基在1960年的世界大賽擊出2支全壘打，而且都是在關鍵時刻擊出。他在第1場球隊僅以1分領先時擊出2分砲，幫助球隊順利以6比4贏下第1場比賽。
1971年，海盜隊再次拿下世界大賽冠軍。而馬澤羅斯基與羅伯托·克萊門特也成為球隊唯二拿下兩座冠軍的球員。1972年，馬澤羅斯基宣布退休。1973年，他擔任海盜隊的三壘指導教練。1979年和1980年，他在西雅圖水手擔任三壘指導教練。

## 個人生活
馬澤羅斯基有兩個兒子，Darren和Dave。其中Darren是一名中學院棒球隊的教練，而Dave是一名大氣科學家。而馬澤羅斯基自己也有舉辦高爾夫盃賽。

## 外部連結
- 球員資訊和成績在MLB，ESPN，Baseball-Reference，Fangraphs（英文）